# Предраг Херуц
Предраг Херуц — Брацо (Крижевци, 3. јул 1926 — Купчина 7. март 1945), ђак и учесник Народноослободилачке борбе.

## Биографија
Предраг Херуц рођен је 3. јула 1926. године у Крижевцима. Био је гимназијалац у Загребу. Већ као ученик, истицао се као спортиста рукометаш и скијаш. Био је репрезентативац Југославије у тим спортовима као јуниор.
На Петој реалној гимназији у Загребу илегално је био повезан с професором Богданом Огризовићем. Новембра 1943. године морао је да пређе у партизански одред. Године 1944, био је члан комисије за размену заробљеника, јер је добро знао немачки језик. Те је године прешао у борбену јединицу. Исте је године постао поручник-комесар батаљона Прве карловачке ударне бригаде. На тој дужности је погинуо 7. марта 1945. године у Купчини, у борби с остацима фашистичких одреда.
Његовим именом названа је индустрија текстилне конфекције, спортских потрепштина „Спорт-Херуц“ у Загребу 1947. године. Фирма је 1990-их променила име у „Херуц галерија“. Некад су се сваке године под именом „Херуц меморијал“ приређивала скијашка такмичења у спусту и слалому.